# Villereversure
Villereversure est une commune française dans le département de l'Ain, en région Auvergne-Rhône-Alpes.

## Géographie
Villereversure se situe dans le Revermont.

### Climat
Pour des articles plus généraux, voir Climat d'Auvergne-Rhône-Alpes et Climat de l'Ain.
En 2010, le climat de la commune est de type climat des marges montargnardes, selon une étude du CNRS s'appuyant sur une série de données couvrant la période 1971-2000. En 2020, Météo-France publie une typologie des climats de la France métropolitaine dans laquelle la commune est dans une zone de transition entre le climat semi-continental et le climat de montagne et est dans une zone de transition entre les régions climatiques « Bourgogne, vallée de la Saône » et « Jura ».
Pour la période 1971-2000, la température annuelle moyenne est de 11,3 °C, avec une amplitude thermique annuelle de 17,9 °C. Le cumul annuel moyen de précipitations est de 1 297 mm, avec 11,5 jours de précipitations en janvier et 8,2 jours en juillet. Pour la période 1991-2020, la température moyenne annuelle observée sur la station météorologique de Météo-France la plus proche, « Ceyzériat_sapc », sur la commune de Ceyzériat à 6 km à vol d'oiseau, est de 11,7 °C et le cumul annuel moyen de précipitations est de 1 032,6 mm,. Pour l'avenir, les paramètres climatiques de la commune estimés pour 2050 selon différents scénarios d'émission de gaz à effet de serre sont consultables sur un site dédié publié par Météo-France en novembre 2022.

## Urbanisme

### Typologie
Au 1er janvier 2024, Villereversure est catégorisée commune rurale à habitat dispersé, selon la nouvelle grille communale de densité à 7 niveaux définie par l'Insee en 2022.
Elle est située hors unité urbaine. Par ailleurs la commune fait partie de l'aire d'attraction de Bourg-en-Bresse, dont elle est une commune de la couronne,. Cette aire, qui regroupe 80 communes, est catégorisée dans les aires de 50 000 à moins de 200 000 habitants,.

### Occupation des sols
L'occupation des sols de la commune, telle qu'elle ressort de la base de données européenne d’occupation biophysique des sols Corine Land Cover (CLC), est marquée par l'importance des territoires agricoles (52,4 % en 2018), une proportion sensiblement équivalente à celle de 1990 (52 %). La répartition détaillée en 2018 est la suivante : 
forêts (41,2 %), prairies (33,2 %), zones agricoles hétérogènes (19,2 %), zones urbanisées (6,1 %), milieux à végétation arbustive et/ou herbacée (0,3 %).
L'évolution de l’occupation des sols de la commune et de ses infrastructures peut être observée sur les différentes représentations cartographiques du territoire : la carte de Cassini (XVIIIe siècle), la carte d'état-major (1820-1866) et les cartes ou photos aériennes de l'IGN pour la période actuelle (1950 à aujourd'hui).

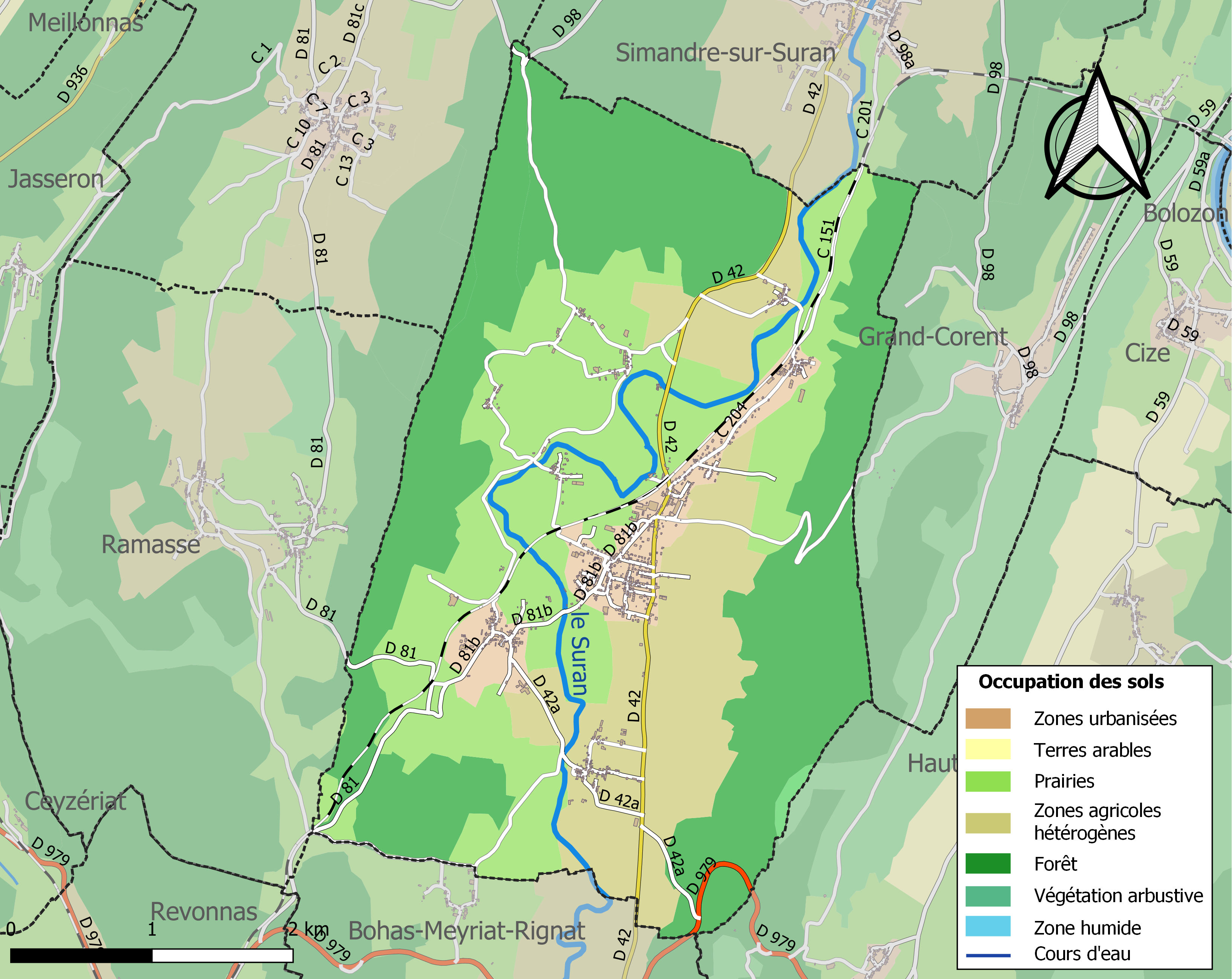
Carte des infrastructures et de l'occupation des sols de la commune en 2018 (CLC).

## Histoire
Villereversure fut le siège d'un doyenné qui relevait de l'abbaye d'Ambronay.
Villereversure peut être citée pour sa participation active lors des lâchers de provisions et armes par aviation lors de la Seconde Guerre mondiale.
Au XXe siècle, le chemin de fer combiné à la taille de la pierre va faire de ce village une renommée mondiale, en effet, les pierres du socle de la Maison Blanche à Washington ont été taillées à cet endroit.[source insuffisante]. Cela a permis à la ville de se développer considérablement

### Opération Treffenfeld
Le 11 juillet 1944, l'opération Treffenfeld est lancée par le lieutenant-général Wilhelm Hederich et est destinée à anéantir les maquis de l’Ain. Les forces allemandes prévues pour l'opération sont quelques unités de la 157e division de réserve, la Sicherheitspolizei et trois régiments de la Freiwilligen-Stamm-Division.
Ce jour-là après avoir attaqué et investi l’internat de Poncin dans l’après-midi, l’ennemi s’en prit au village de Villereversure. C'est alors que 4 avions bombardiers et 3 avions de chasses allemands en provenance de la base aérienne d'Ambérieu en Bugey sont venus bombarder et mitrailler le village entre 18h00 et 19h00. Le préventorium de Villereversure fut l'objectif principal de ces bombardements. À l'intérieur du bâtiment se trouvait 94 enfants de moins de 10 ans et 17 membres du personnel. Cette attaque eut pour conséquence deux morts (Mlle Durand, âgée de 42 ans, cuisinière et veilleuse de nuit et Georges David, jeune pensionnaire âgé de 7 ans). S'ajoutent également à ce drame 20 blessés graves et 50 blessés légers. Deux fermes du village furent incendiées et cinq autres détruites par les bombes. Tous les vitraux de l’église Saint-Laurent se brisèrent sous les vibrations et détonations des bombes. Une des bombes tombera également sur la ligne de chemin de fer ce qui provoquera d'importants dégâts.
Une plaque commémorative a été inaugurée le 11 juillet 2014 par la commune en mémoire des deux victimes du bombardement.

## Politique et administration

### Découpage territorial
La commune de Villereversure est membre de la communauté d'agglomération du Bassin de Bourg-en-Bresse, un établissement public de coopération intercommunale (EPCI) à fiscalité propre créé le 1er janvier 2017 dont le siège est à Bourg-en-Bresse. Ce dernier est par ailleurs membre d'autres groupements intercommunaux.
Sur le plan administratif, elle est rattachée à l'arrondissement de Bourg-en-Bresse, au département de l'Ain et à la région Auvergne-Rhône-Alpes. Sur le plan électoral, elle dépend du  canton de Saint-Étienne-du-Bois pour l'élection des conseillers départementaux, depuis le redécoupage cantonal de 2014 entré en vigueur en 2015, et de la première circonscription de l'Ain  pour les élections législatives, depuis le dernier découpage électoral de 2010.

### Administration municipale

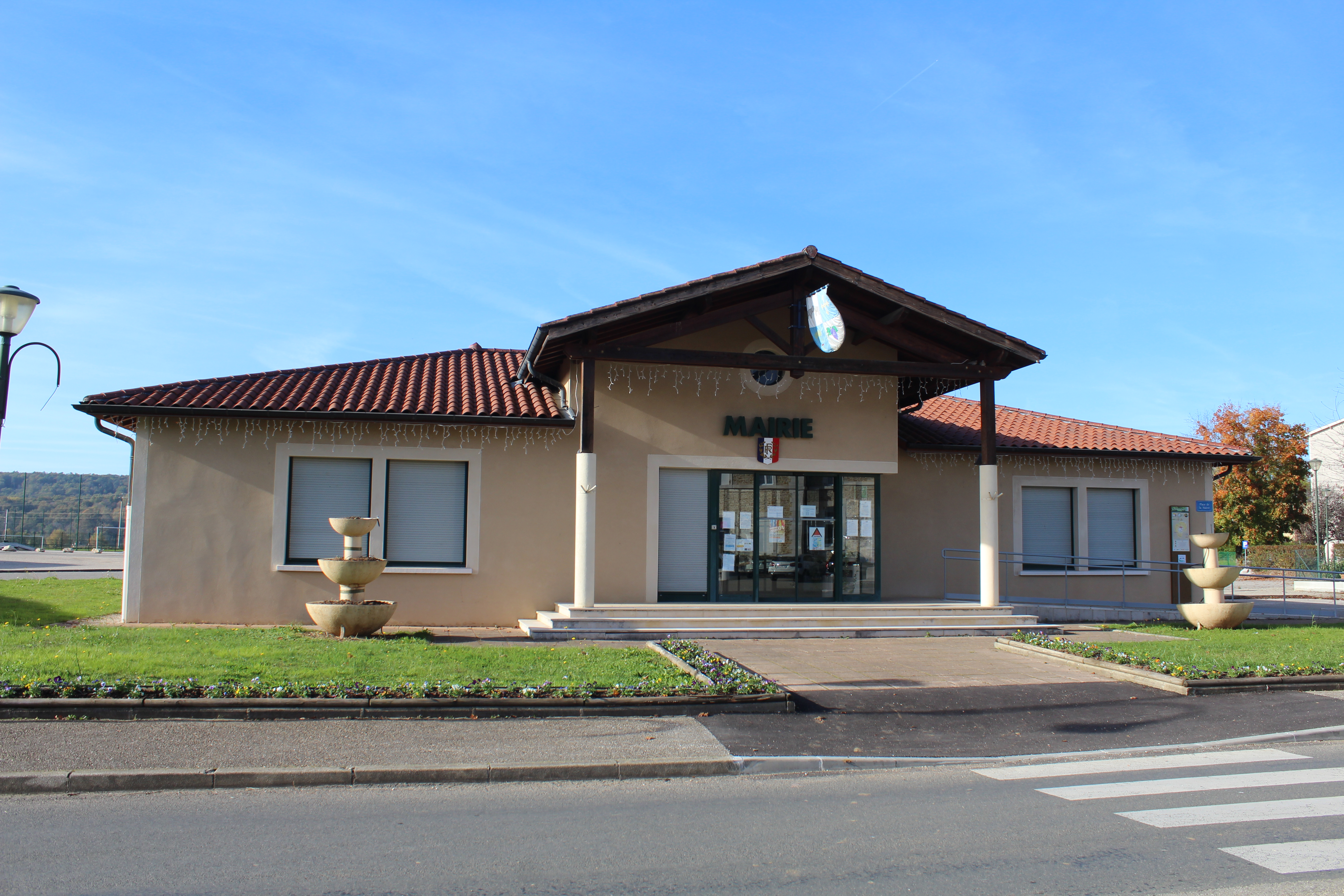
Mairie.

| Période  | Période  | Identité       | Étiquette | Qualité                    |
| -------- | -------- | -------------- | --------- | -------------------------- |
| 2001     | 2008     | Georges Morel  |           |                            |
| 2008     | mai 2020 | Gérard Balland |           | Retraité de l'enseignement |
| mai 2020 | En cours | Jordan Girerd  |           | Employé de commerce        |

### Jumelages
Villereversure n'est jumelée avec aucune autre commune.

## Démographie
L'évolution du nombre d'habitants est connue à travers les recensements de la population effectués dans la commune depuis 1793. Pour les communes de moins de 10 000 habitants, une enquête de recensement portant sur toute la population est réalisée tous les cinq ans, les populations de référence des années intermédiaires étant quant à elles estimées par interpolation ou extrapolation. Pour la commune, le premier recensement exhaustif entrant dans le cadre du nouveau dispositif a été réalisé en 2008.

En 2022, la commune comptait 1 391 habitants, en évolution de +9,1 % par rapport à 2016 (Ain : +5,15 %, France hors Mayotte : +2,11 %).
| 1793  | 1800  | 1806  | 1821  | 1831  | 1836  | 1841  | 1846  | 1851  |
| ----- | ----- | ----- | ----- | ----- | ----- | ----- | ----- | ----- |
| 1 116 | 1 123 | 1 203 | 1 176 | 1 193 | 1 184 | 1 294 | 1 253 | 1 227 |

| 1856  | 1861  | 1866  | 1872  | 1876  | 1881  | 1886  | 1891  | 1896 |
| ----- | ----- | ----- | ----- | ----- | ----- | ----- | ----- | ---- |
| 1 138 | 1 153 | 1 149 | 1 121 | 1 178 | 1 134 | 1 080 | 1 044 | 963  |

| 1901 | 1906 | 1911 | 1921 | 1926 | 1931 | 1936 | 1946 | 1954 |
| ---- | ---- | ---- | ---- | ---- | ---- | ---- | ---- | ---- |
| 986  | 972  | 926  | 852  | 850  | 924  | 855  | 831  | 983  |

| 1962 | 1968 | 1975 | 1982  | 1990  | 1999  | 2006  | 2008  | 2013  |
| ---- | ---- | ---- | ----- | ----- | ----- | ----- | ----- | ----- |
| 886  | 949  | 933  | 1 002 | 1 003 | 1 102 | 1 184 | 1 206 | 1 214 |

| 2018  | 2022  | - | - | - | - | - | - | - |
| ----- | ----- | - | - | - | - | - | - | - |
| 1 308 | 1 391 | - | - | - | - | - | - | - |

## Culture locale et patrimoine

### Lieux et monuments
- Très ancien gué sur le Suran à la hauteur du hameau des Feuilles.
- L'église Saint-Laurent possède un chemin de croix remarquable et un retable en pierre classé monument historique. Beaucoup de vestiges historiques y sont également présents, entre autres des croix du Moyen Âge.
- Château de Noblens, bâti au milieu du XVIIe siècle et reconstruit au XVIIIe siècle.
- Débris du château des Feuillés, cité au XVe siècle[22].
- Gisement préhistorique dans la grotte des Balmes.
- Gare de Villereversure.

### Personnalités liées à la commune
- Jean-Bernard Gauthier de Murnan, né le 28 novembre 1748 à Bourg-en-Bresse et mort le 27 septembre 1796 à Villereversure, est un général de la Révolution.
- Étienne Cattin, né le 29 janvier 1912 à Villereversure, est un ingénieur français. Il est aussi écrivain et poète. Il a écrit plusieurs romans ferroviaires.

### Héraldique
| Blason de Villereversure | Blason  | Écartelé : au 1er d'argent à un pont isolé de trois arches de gueules, maçonné de sable, au 2e d'azur à une croix tréflée d'or, au 3e d'azur à une gerbe de blé d'or liée de gueules, au 4e d'argent à une grappe de raisin de pourpre, tigée et feuillée au naturel. |
| Blason de Villereversure | Détails | Le statut officiel du blason reste à déterminer. |